# Фарзана Акбулатова
Фарзана Фатиховна Акбулатова е башкирска руска журналистка и писателка на произведения в жанра социална драма и детска литература.

## Биография и творчество
Родена е на 1 февруари 1960 г. в село Урняк, Хайбулински окръг на БАССР, РСФСР, СССР. Учи в гимназия „Халиахмет“.
След завършването ѝ работи във вестник „Съвет на Башкортостан“.
През 1987 г. завършва специалност „Журналистика“ във Факултета по журналистика на Московския държавен университет. След дипломирането си е кореспондент на вестник „Съвет на Башкортостан“. От 1991 г. работи като старши редактор, коментатор, ръководител на творческото сдружение „Ижад“ към Държавната телевизионна и радиоразпръскваща компания „Башкортостан“. После работи в радио „Юлдаш“, където води предаванията „Живот за сцената“, „Странно и модерно“ и други предавания.
Първият ѝ сборник с разкази "Atay ikmәge" (Хлябът на бащата) е публикуван през 1993 г. Той съдържа 8 разказа и привлича вниманието на критиката и читателите. През 1996 г. за книгата е удостоена с републиканската литературна награда „Шайхзада Бабич“. През 1997 г. е издаден вторият ѝ сборник – „Зәңгәр ҡаялар“ (Сини скали).
Първият ѝ роман „Недовършена книга“ е издаден през 2011 г. През годините произведенията на писателката придобиват философска дълбочина, епичност и висока романтика. Лиричните ѝ разкази за вечните чувства на любовта и приятелството са отразени в повестите ѝ приятелството „Аз слушах тишината“ (1999) и „Името ѝ е любов“ (2007). В следващите години темата за младото поколение заема специално място в творчеството ѝ – тя е автор на разкази, пиеси, приказки, стихотворения за деца, както и на детския роман „Харис и вълшебната змия“.
Фарзана Акбулатова от 1995 г. е член на Съюза на писателите на Република Башкортостан, член е на Съюза на писателите на Руската федерация, и от 1999 г. е член на Съюза на журналистите на Република Башкортостан. През 2021 г. получава Грамота за заслуги към Република Башкортостан.
Фарзана Акбулатова живее със семейството си в Уфа.

## Произведения

### Самостоятелни романи
- Неоконченная книга (2011)[1][2][3][4][5]
- Загнанные кони (2015)

### Сборници
- Атай икмәге (1993)
- Зәңгәр ҡаялар (1997)

### Повести
- Я слушала тишину (1999)
- Уның исеме / Имя ей – Любовь (2007)

### Детска литература
- Харис и волшебная змея () – роман за деца